# Jan Rejczak
Jan Rejczak (ur. 27 sierpnia 1946 w Radomiu) – polski polityk, inżynier, nauczyciel akademicki, działacz społeczny i samorządowy, w latach 1990–1992 wojewoda radomski, poseł na Sejm III kadencji.

## Życiorys
Ukończył studia na Wydziale Mechaniki Precyzyjnej Politechniki Warszawskiej, uzyskał następnie stopień doktora nauk technicznych. W 1973 został pracownikiem naukowym Instytutu Automatyki i Telematyki Transportu Kielecko-Radomskiej Wyższej Szkoły Inżynierskiej w Kielcach.
Po wydarzeniach radomskich z 1976 zajął się organizacją pomocy dla ofiar represji. Znalazł się wśród założycieli „Solidarności” w regionie Ziemia Radomska, w 1981 objął funkcję wiceprzewodniczącego zarządu regionu, był także delegatem na zjazdy krajowe związku. Uczestniczył w 49-dniowym strajku w WSI w Radomiu.
13 grudnia 1981, w związku z wprowadzeniem stanu wojennego, został internowany w Kielcach na okres około czterech miesięcy. Po zwolnieniu pozostawał bezrobotny, następnie w latach 1983–1989 pracował jako katecheta w parafii Matki Bożej Miłosierdzia w Radomiu.
W 1989 został przewodniczącym regionalnego Komitetu Obywatelskiego. W latach 1990–2006 zasiadał w radomskiej radzie miejskiej (w latach 1994–1998 jako jej przewodniczący) – w 1998 zdobył mandat z listy AWS, a w 2002 z listy Wspólnoty Samorządowej. Od 1990 do 1992 sprawował urząd wojewody radomskiego. W latach 1997–2001 z listy Akcji Wyborczej Solidarność wykonywał mandat posła III kadencji, był przewodniczącym Komisji Administracji i Spraw Wewnętrznych i wiceprzewodniczącym Komisji do Spraw Służb Specjalnych.
Kandydował do Sejmu w 2001 (z listy AWSP jako członek PPChD), w 2007, 2011, 2015 i 2019 (z listy Prawa i Sprawiedliwości), a także w wyborach w 2002 (na prezydenta Radomia z ramienia Wspólnoty Samorządowej jako członek SKL-RNP), 2004 (do Parlamentu Europejskiego z ramienia NKWW) oraz 2005 (do Senatu z ramienia Wspólnoty Samorządowej Ziemi Radomskiej).
Od 2006 do 2010 sprawował mandat radnego sejmiku mazowieckiego wybranego z ramienia Prawa i Sprawiedliwości. W wyborach samorządowych w 2010 bez powodzenia ubiegał się o reelekcję z listy PiS, mandat objął jednak wiosną 2011, zastępując Igora Marszałkiewicza, który zdecydował się pozostać na stanowisku wiceprezydenta Radomia. W 2014 został wybrany na kolejną kadencję sejmiku mazowieckiego; nie utrzymał mandatu w 2018. Powrócił jednak w skład sejmiku po wyborze Radosława Fogla do Sejmu w 2019; zasiadał w nim do 2024.
Został prezesem Klubu Inteligencji Katolickiej w Radomiu i członkiem Krajowej Rady Katolików Świeckich, był wiceprezesem Akcji Katolickiej diecezji radomskiej.

## Odznaczenia
W 2024 został odznaczony przez prezydenta RP Andrzeja Dudę Krzyżem Komandorskim Orderu Odrodzenia Polski. Wyróżniony także Krzyżem Wolności i Solidarności (2012) oraz Złotym Krzyżem Zasługi (2011).